# Itaporanga (São Paulo)
Itaporanga est une ville brésilienne de l'État de São Paulo.